# Kamik od tramuntane
Kamik od tramuntane (ili Kamik od tramunta) je hrid u hrvatskom dijelu Jadranskog mora. Nalazi se u Palagruškom otočju, oko 100 metara sjeveroistočno od Male Palagruže.
Površina hridi iznosi 5898 m2. Duljina obalne crte je 342 m, a hrid se iz mora uzdiže 29 m.